# Backsjön (Eds socken, Ångermanland)
Backsjön är en sjö i Sollefteå kommun i Ångermanland och ingår i Ångermanälvens huvudavrinningsområde. Sjön har en area på 0,273 kvadratkilometer och ligger 210,2 meter över havet.

## Delavrinningsområde
Backsjön ingår i det delavrinningsområde (702562-157655) som SMHI kallar för Utloppet av Backsjön. Medelhöjden är 236 meter över havet och ytan är 2,5 kvadratkilometer. Det finns inga avrinningsområden uppströms utan avrinningsområdet är högsta punkten. Vattendraget som avvattnar avrinningsområdet har biflödesordning 3, vilket innebär att vattnet flödar genom totalt 3 vattendrag innan det når havet efter 50 kilometer. Avrinningsområdet består mestadels av skog (82 procent). Avrinningsområdet har 0,27 kvadratkilometer vattenytor vilket ger det en sjöprocent på 10,9 procent.